# Welschenkahl
Welschenkahl (oberfränkisch: Welscha-kohl) ist ein Gemeindeteil des Marktes Kasendorf im Landkreis Kulmbach (Oberfranken, Bayern). Welschenkahl liegt in der Gemarkung Schirradorf.

## Geografie
Das Dorf liegt auf einer Hochebene, über die die Wasserscheide zwischen den Flusssystemen der Weismain und der Wiesent verläuft und die im nordöstlichsten Teil der Fränkischen Schweiz liegt. Die Nachbarorte von Welschenkahl sind Reuth im Norden, Kasendorf im Nordosten, Neudorf im Osten, Leesau im Südosten, Schirradorf im Südwesten und Azendorf im Nordwesten. Das Dorf ist von dem drei Kilometer entfernten Kasendorf aus zunächst über die Staatsstraße 2190 und dann über die von dieser abzweigende Staatsstraße 2189 erreichbar.

## Geschichte
Der Ort wurde im Jahr 1308 als „Welschenkahl“ erstmals urkundlich erwähnt. Der Ortsname leitet sich von wólša und kal ab (sorb. für Erle und Sumpf).
Bis zur Gebietsreform in Bayern war Welschenkahl ein Gemeindeteil der Gemeinde Schirradorf im Altlandkreis Kulmbach. Die Gemeinde Schirradorf hatte 1961 insgesamt 415 Einwohner, davon 154 in Welschenkahl. Schon zu Beginn der Gebietsreform wurde Welschenkahl am 1. Januar 1972 aus der sechs Jahre später aufgelösten Gemeinde Schirradorf herausgelöst und in den Markt Kasendorf umgegliedert.

## Baudenkmäler
Baudenkmäler sind das Wohnstallhaus mit der Hausnummer 5 und der Wohnstallbau mit der Hausnummer 8.

Baudenkmäler in Welschenkahl
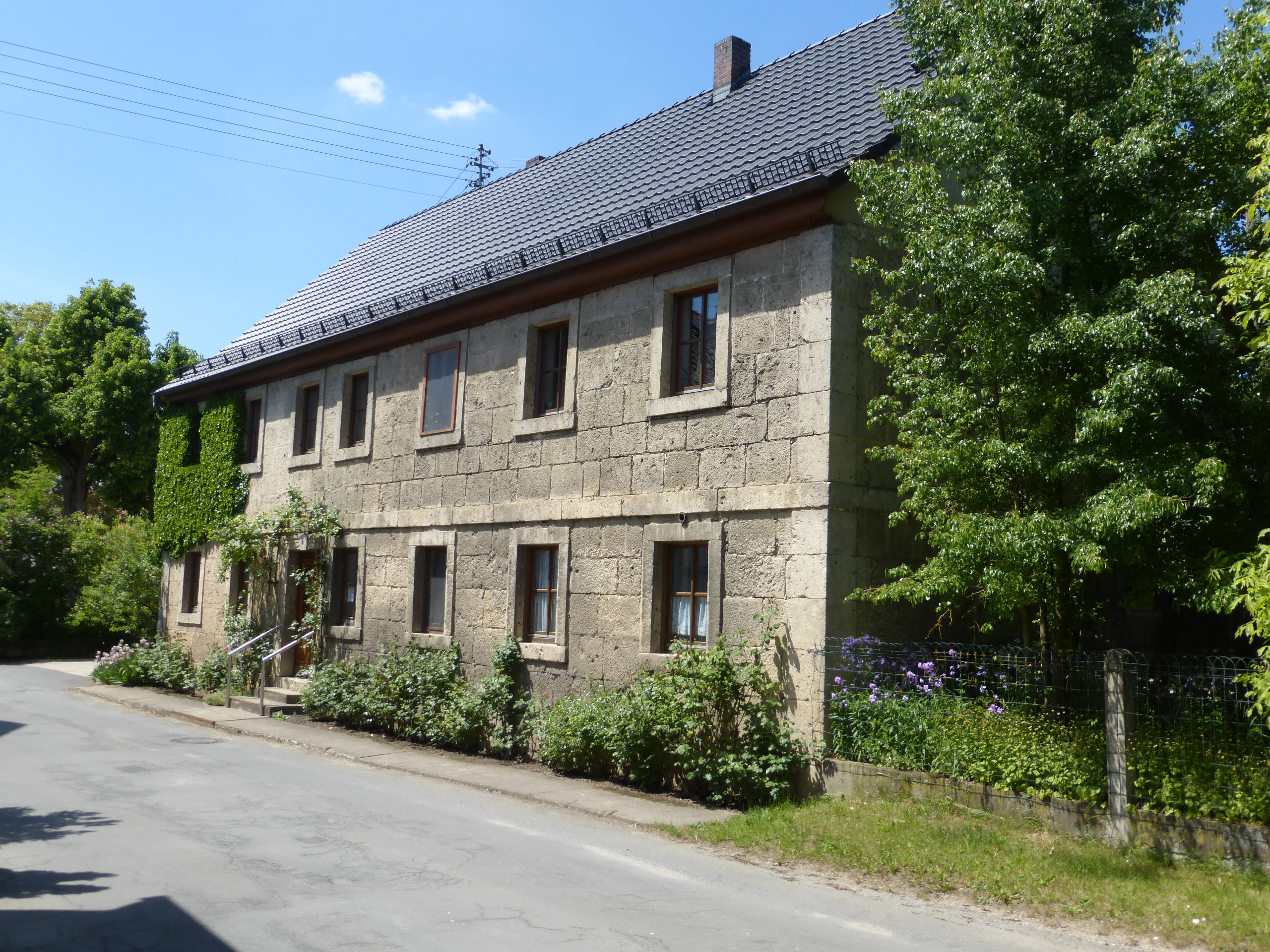
Wohnstallhaus mit der Hausnr. 5
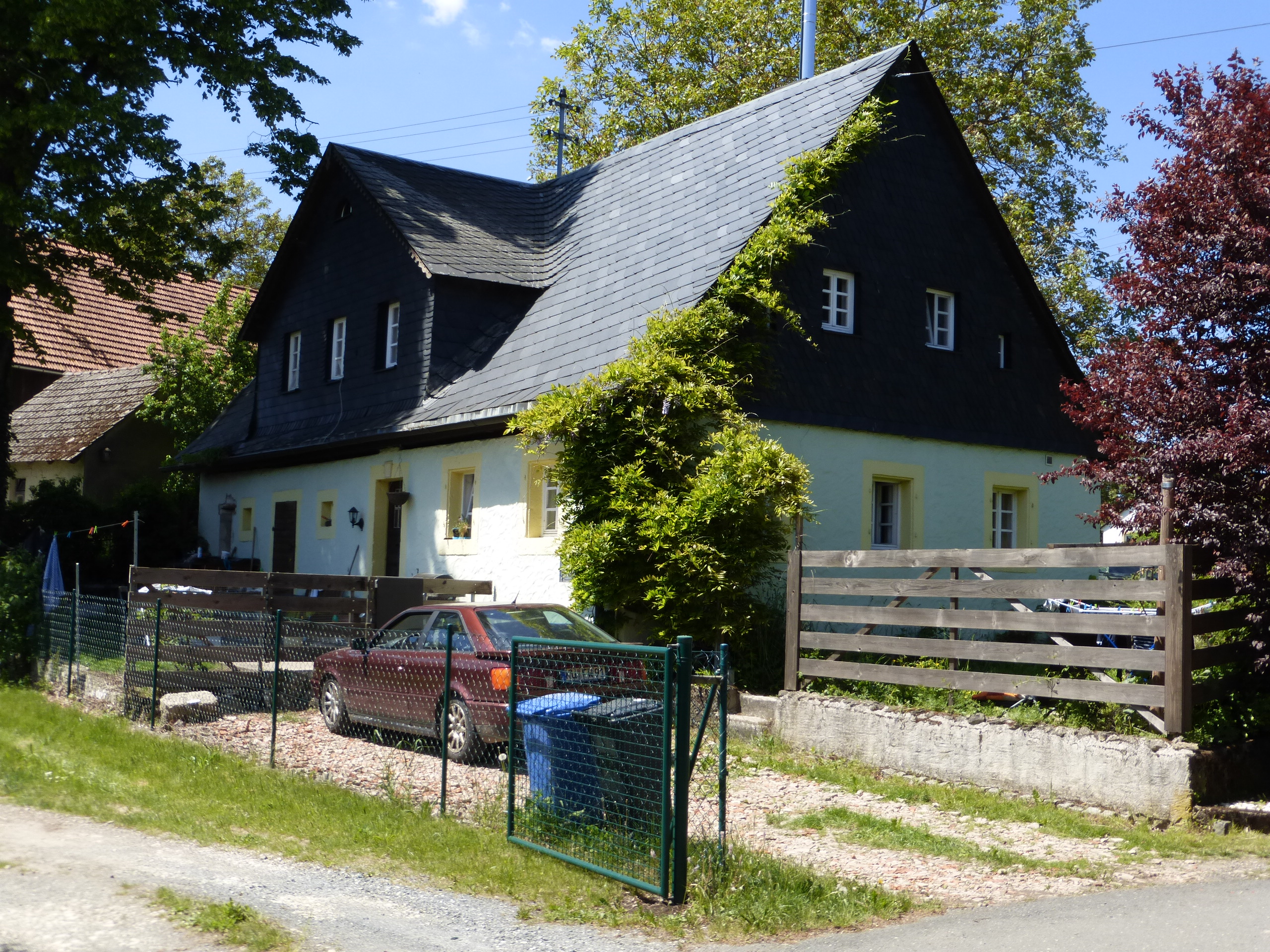
Wohnstallbau mit der Hausnr. 8